# Будівельна сталь

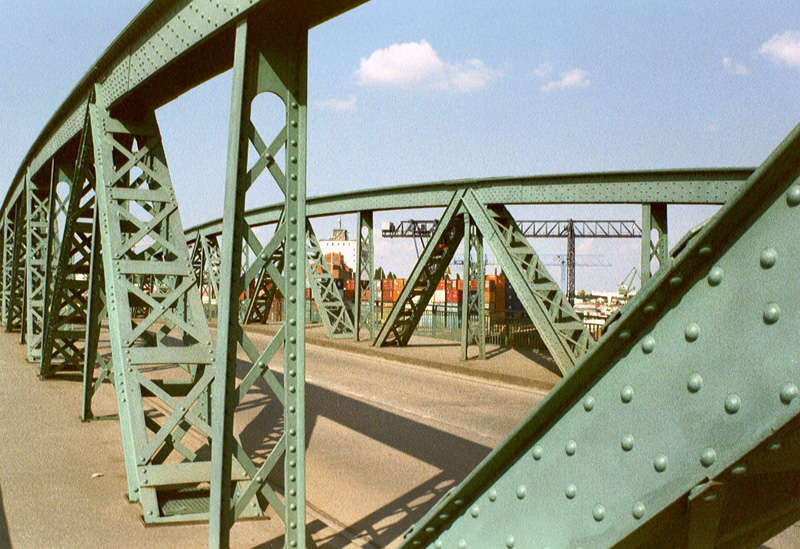
Клепаний металевий міст

Будіве́льна сталь — вид конструкційної сталі, що призначений для виготовлення будівельних конструкцій.

## Класифікація
В залежності від хімічного складу будівельні сталі поділяються на вуглецеві (сталі конструкційні звичайної якості) та леговані (низьколеговані) і використовуються для армування залізобетону, для виготовлення зварних конструкцій в будівництві, вагонобудуванні, сільськогосподарському машинобудуванні, фермових конструкцій у мостобудуванні, корпусів кораблів у кораблебудуванні, для спорудження магістральних нафто- і газопроводів. 
Деталі будівельних конструкцій в більшості випадків з'єднують зварюванням. Тому основною вимогою до будівельних сталей є хороша зварюваність. Це означає, що сталь при зварюванні не повинна давати гарячих і холодних тріщин і властивості зварного з'єднання не повинні суттєво відрізнятись від властивостей основного металу. Гарячі тріщини утворюються в зварному шві в період кристалізації. Утворенню гарячих тріщин сприяє розширення інтервалу кристалізації металу шва. Інтервал кристалізації зростає зі збільшенням вмісту вуглецю. Метал шва й навколошовна зона нагрівається вище критичних точок. При охолодженні відбувається процес розпаду аустеніту, який супроводжується об'ємними змінами. Чим вищий вміст вуглецю, тим більші об'ємні зміни, і зростає небезпека утворення холодних тріщин. Тому сталі, що використовуються для виготовлення будівельних конструкцій, містять не більше 0,25...0,35% вуглецю.
Будівельні вуглецеві сталі це насамперед сталі звичайної якості за ДСТУ 2651:2005 (ГОСТ 380-2005) та якісні вуглецеві сталі за ДСТУ 7809:2015 з границею міцності 370...450 МПа.
Застосування в будівельних конструкціях міцніших низьколегованих сталей (ГОСТ 19281-89 і ГОСТ 19282-73) замість вуглецевих дає можливість знизити витрату металу на 15—25%. Тому їх використання економічно доцільніше, незважаючи на вищу вартість, оскільки такі сталі забезпечують границю міцності 450...700 МПа. Метою легування цих сталей є підвищення загартовуваності і внаслідок цього забезпечення кращих механічних властивостей (головним чином, границі плинності) в процесі охолоджування при вальцюванні.

## Марки та використання
У мостобудуванні для виготовлення зварних конструкцій застосовуються сталі з високою міцністю марок 10ХСНД, 15ХСНД, 10Г2СД, 10Г2АФ. 
У вагонобудуванні і сільськогосподарському машинобудуванні використовуються сталі: 12Г2СМФ, 14ГСМР. 
Для забезпечення надійної роботи нафто- і газопроводів застосовують низьколеговані сталі 16ГС, 17Г1С,17Г2СФ. 
Для виготовлення зварних конструкцій загального призначення використовують сталі 14Г2, 18Г2, 16ГС, 10Г2С1, 14ХГС і 15ХСНД.
Для армування залізобетонних конструкцій використовують сталі марок Ст3сп, Ст3пс, Ст3Гпс, Ст5сп, Ст5пс, 18Г2С, 25Г2С і 35ГС (ДСТУ 2651:2005, ГОСТ 5781-82, ГОСТ 10884-94). Арматурний прокат (А) поділяють на класи залежно від показника механічних властивостей (встановленого стандартом нормованого значення умовної чи фізичної границі плинності) та службових властивостей. Залежно від службових властивостей прокат поділяють на:
- зварюваний (індекс С);
- незварюваний (без індекса С);
- тривкий до корозійного розтріскування під напруженням (індекс К);
- нетривкий до корозійного розтріскування (без індекса К);
- зварюваний та тривкий до корозійного розтріскування під напруженням (індекс СК).

Арматурний прокат виготовляють класів (цифри показують границю плинності в МПа): 
- А240С — з гладким профілем;
- А400С, А500С, А600, А600С, А600К, А800, А800К,А800СК, А1000 — з періодичним профілем.

Конструкційні будівельні сталі поставляють у вигляді прутків, профілів, аркушів і широких смуг. Крім того, застосовують наступні вироби з цієї сталі: заклепки, болти, гайки, шайби, шурупи, цвяхи.